# Дзанардо, Ренато
Рена́то Дзана́рдо (итал. Renato Zanardo; 13 мая 1915 — 24 мая 1977) — итальянский танкист, участник Гражданской войны в Испании. Кавалер высшей награды Италии за подвиг на поле боя — золотой медали «За воинскую доблесть» (1938).

## Биография
Родился 13 мая 1915 года в коммуне Монселиче, Королевство Италия. Переехал в Рим.
Участник гражданской войны в Испании на стороне мятежников. Командир огнемётной танкетки L3/33 итальянского добровольческого корпуса капрал Ренато Зардано отличился 11 марта 1938 года в бою за Ольете. Потеряв из-за близкого взрыва свою руку, направил свою машину на помощь другой, которую подбили и окружили. Затем проехал ещё 3,5 мили к позициям итальянских войск.

Экипаж танка ворвался на мост, сокрушая тех, кто готовил уничтожение. Вступив в Ольете, вёл обстрел врага, пока не попала бомба, которая раздробила правую руку. Вышел из боя только после того, как противник был отброшен за пределы села, и несмотря на большую потерю крови, вывел свой танк за несколько километров к условленному месту сбора, размахивая своей повреждённой рукой в знак радости от победы. Выпрыгнув из танка со стоическим хладнокровием, встал и ответил хвалившим его: «Любой танкист сделал бы то же самое.» Когда операция была завершена, в качестве награды за свой подвиг он бесстрастно попросил закурить сигарету.
Испания, 11 марта 1938
Оригинальный текст (итал.)Carrista si lanciava sopra un ponte travolgendo chi ne preparava la distruzione. Entrato in Oliete mitragliando il nemico fu colpito da bomba che gli sfracellava la mano destra. Solo dopo fugato l’avversario inseguendolo al di la del paese malgrado la grande perdita di sangue, riconduceva alcuni chilometri indietro il suo carro, sul luogo convenuto di adunata, agitando in segno di giubilo, per la vittoria riportata, la mano stroncata. Sceso dal carro si faceva recidere la mano con freddo stoicismo, rimanendo in piedi e dicendo a chi lo elogiava: «Qualunque carrista avrebbe fatto lo stesso». Ad operazione e fasciatura compiuta fumava impassibile una sigaretta da lui chiesta in premio del suo atto.

Spagna, 11 marzo 1938.
— Из представления к награде
За бои в Гвадалахаре, Сантандере и Каталонии был удостоен медали военнопленного и двух крестов «За воинскую доблесть». За отличие в боях генерал Варела наградил его Военной медалью, а генералиссимус Франко — Орденом Святого Фердинанда. Лишился правой руки. Вернулся в Италию в июне 1939 года с повышением до сержанта, позднее был удостоен звания младшего лейтенанта пехоты, в январе 1941 года исключён из списков вооружённых сил.
Почётный член римского отделения A.N.C.I. (Итальянская национальная ассоциация танкистов).
Умер 24 мая 1977 года в Риме.

## Награды
Итальянские государственные награды:
- Золотая медаль «За воинскую доблесть» (1938)
- два креста «За воинскую доблесть»

Испанские государственные награды:
- Орден Святого Фердинанда (1973)
- Военная медаль
- Медаль военнопленного[исп.]